# Peugeot 107
Peugeot 107 — микролитражный городской автомобиль с трёх- или пятидверным кузовом хетчбэк, выпускавшийся компанией Peugeot. Наряду с Citroën C1 и Toyota Aygo является вариантом платформы, совместно разработанной компаниями PSA Peugeot Citroën и Toyota. Согласно договору производителей, для всех моделей использовались унифицированные шасси, передние двери, лобовые стёкла и элементы салона (за исключением рулевых колёс и обивок сидений), а у Peugeot и Citroën внешние отличия сводились лишь к оформлению передка, колпаков колёс и задних фонарей. Технически автомобили имеют много общего со вторым поколением автомобиля Toyota Yaris: кроме бензинового двигателя с минимальными отличиями позаимствованы подвески и рулевое управление с опциональным электроусилителем.

## История
Несмотря на преемственность индексов моделей, предыдущий представитель самой младшей серии автомобилей французской фирмы — Peugeot 106 — фактически не является непосредственным историческим предшественником Peugeot 107 в производственной программе компании, поскольку этот заметно более габаритный автомобиль относился к находящемуся на одну ступень выше классу B. Выпускавшийся с 1991 года, он пользовался хорошим спросом, однако к концу десятилетия его продажи существенно снизились как в силу возраста, так и по причине появления более крупного и весьма эффектного Peugeot 206, возродившего ветвь «200-х», развитие которой компания за несколько лет до этого намеревалась было прекратить. На фоне шумного успеха новой модели Peugeot даже планировала вовсе отказаться теперь уже от 100-й серии, но всё же в итоге приняла решение продолжить её дебютом в нише сверхкомпактных автомобилей, популярность которых в Европе серьёзно возросла с начала 90-х после выхода на рынок Renault Twingo и укрепилась с появлением Ford Ka, Fiat Seicento, Daewoo Matiz и прочих моделей, близких по размерам. Планы французского автопроизводителя оказались созвучны стратегии японского промышленного гиганта Toyota по расширению присутствия на европейском рынке, что и привело обе компании к созданию общего проекта, получившего впоследствии кодовое обозначение B0.
12 июля 2001 года в Брюсселе Toyota и группа Peugeot-Citroën в лице президентов Фудзио Чо и Жана-Мартена Фольца подписали меморандум и соглашение о начале совместной разработки линейки городских автомобилей стоимостью от 8500 евро с последующим их производством в Европе. Производители высказали убеждённость в устойчивом долговременном росте спроса на компактные машины. Согласно их замыслу, новые маленькие автомобили должны были логически завершить фирменные модельные ряды, поскольку позиционировались ниже по размеру и по цене, чем те европейские модели начального уровня, которыми на тот момент располагали PSA и Toyota. 20 декабря того же года решение было оформлено соответствующим контрактом, а с апреля 2002 года в чешском городе Колине началось строительство нового автозавода плановой мощностью 300 тыс. шт. в год — по 100 тысяч экземпляров на каждую из трёх участвующих в проекте марок.

…В этом проекте нам удалось на 92 % унифицировать детали с «Пежо» и «Ситроеном». В итоге мы сэкономили на разработке автомобиля, выигрываем благодаря большим объёмам производства и в довершение всего получаем доступ к технологиям европейского концерна PSA.
— Из интервью с Фудзио Чо, журнал «За рулём», № 4, 2005 г.
С французской стороны финансовое руководство проектом принял на себя Кристоф Обертен (Christophe Aubertin), прежде возглавлявший другие международные проекты PSA. Курировать техническую сторону работы над автомобилями от группы Peugeot-Citroën было поручено Оливье Сулье (Olivier Soulie), опытному специалисту, координировавшему в ходе проекта общение с представителями Toyota.

…Я взял на себя ответственность за развитие взаимодействия между нашими материнскими компаниями и с моими коллегами, японскими главными инженерами. Организовал возврат опыта к PSA и постоянный контроль ноу-хау разработок нашего партнёра. Автор самого популярного и загружаемого внутреннего документа в PSA: «Что я знаю о разработках в Toyota?».Оригинальный текст (англ.)…I assumed the responsibility of the development interface between our two mother companies with my japanese chief engineer counterpart. Organization of the return of experiment towards PSA and continuous scrutiny of the development know-how of our partner. Author of the most popular and downloaded internal document in PSA «Que sais-je sur le développement chez Toyota?».
— Mobilis 2010: Speakers. Olivier Soulie.
Шеф-дизайнером проекта стал Донато Коко, возглавлявший в то время отдел Platforme 1 (компактные автомобили) дизайн-центра Citroën. Автором производственной модели экстерьера Peugeot 107 стал Клемен Дюранд (Clément Durand), студент отделения Transportation Design парижской дизайнерской школы Strate Collège Designers. В работе над интерьерами принял участие ещё один студент Strate Collège, Адам Базидло (Adam Bazydlo), приехавший во Францию на годичную стажировку по программе студенческого обмена.

 — Что сегодня служит источником вдохновения для дизайнеров — женское тело, природные ансамбли, архитектурные объекты, механизмы?..

— В общем-то, наши дизайнеры устроены так же, как и все люди, и живут в том же мире. Так что и волнует их то же самое, что и будущего покупателя автомобиля Citroën. Великие произведения искусства, в частности. Приходится внимательно следить за модой в разных сферах и техническими достижениями. Дизайн не должен нести на себе отпечаток вчерашнего дня.

— Какими будут «ситроены» ближайшего будущего?

— В первую очередь, разными. Для нас важно, чтобы дизайн стал более гуманистическим, волнующим. Мы не станем следовать варварскому увлечению рублеными гранями. Вообще, нельзя причислять наши машины к какому-нибудь из известных стилей. Автомобиль — особый объект. Он эмоционален, призван находить отклики в сердцах разных людей. И наших дизайнеров волнует, как сделать его внешность выразительной.
— Из интервью с Донато Коко, журнал «Пятое колесо», июнь 2002 г.
Официальные фотографии будущих новинок появились 1 декабря 2004 г., серийный выпуск автомобилей начался ровно через три месяца, 28 февраля 2005 г., а ещё через несколько дней все три модели были представлены широкой публике на Женевском автосалоне. Окончательный облик Peugeot 107 оказался во многом перекликающимся с дебютировавшим несколькими месяцами ранее компакт-вэном Peugeot 1007 и с его концептом Peugeot Sesame, представленным посетителям Парижского автосалона в 2002 году.

 — Модели «Ситроен C1», «Пежо 107» и «Тойота Айго» по сути один и тот же автомобиль, выпускаемый тремя компаниями. Как распределялись роли у их дизайнеров при проектировании машины?
— Всё было очень непросто. Никто не хотел упускать инициативу, и каждое решение давалось после многочисленных дискуссий с большим трудом… Каждая группа дизайнеров работала, предлагая характерные для своей марки стилистику и решения, в результате при равных габаритах получились внешне непохожие друг на друга автомобили. У «Пежо» и «Ситроена» больше, конечно, сходства… Наиболее характерные различия касаются оформления передней части автомобилей. И уж здесь никто не усомнится в их принадлежности к своему роду.

Дизайнеры не ориентировались на национальные рынки. Мы разрабатывали стилистику автомобиля, исходя из традиции марки и заданных размеров машины. Рынки, куда будут поставлять машины, определяют маркетологи.

— Из интервью с Донато Коко, журнал «За рулём», № 4, 2005 г.
Совокупные расходы трёх компаний на реализацию проекта B0 составили около 1,5 млрд евро.

### Рестайлинг 2009 года

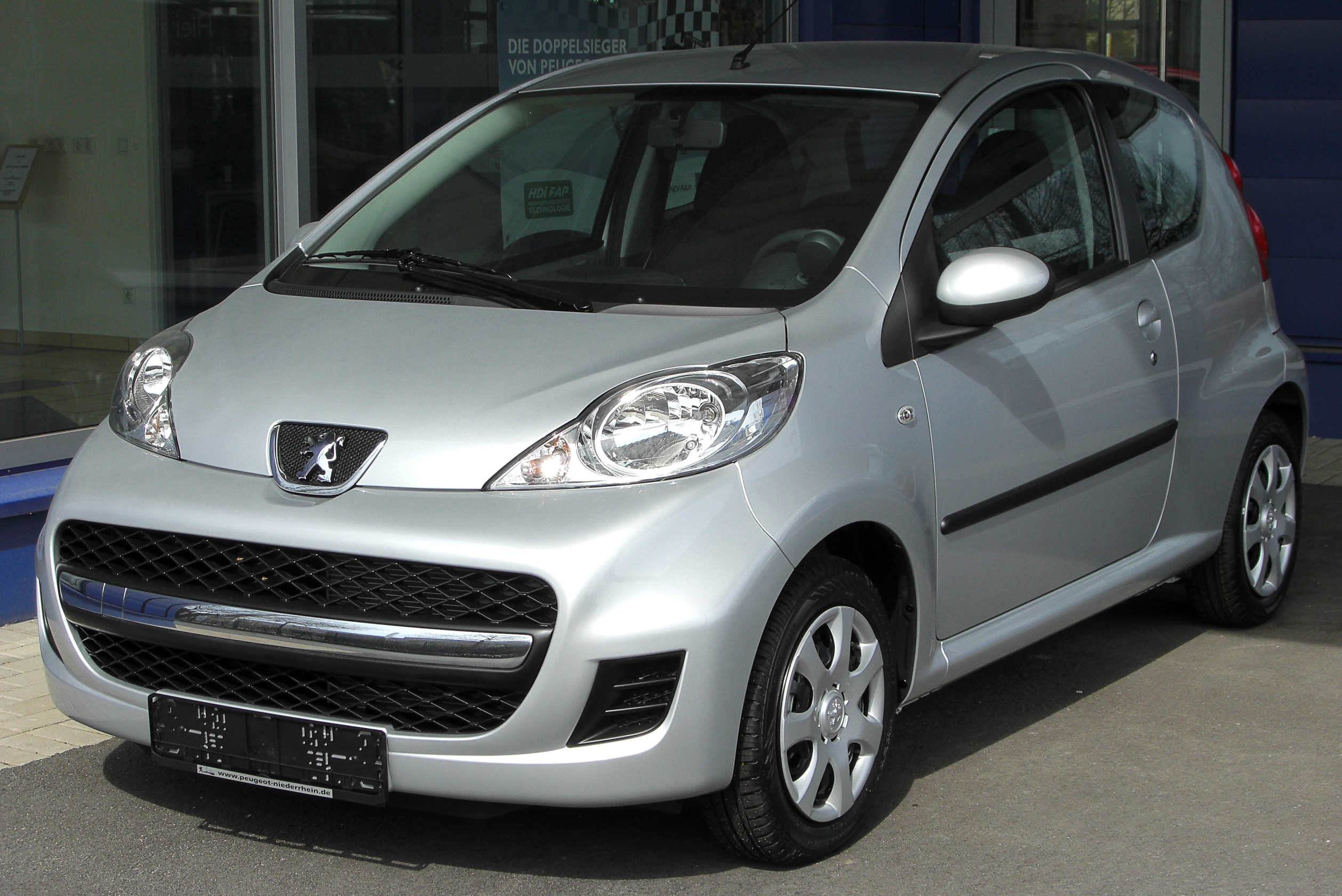
Peugeot 107 образца 2009 г.

С 29 ноября 2008 года началось производство обновлённых Peugeot 107, Citroën C1 и Toyota Aygo, которые вскоре были представлены на декабрьском мотор-шоу в Болонье. У Peugeot изменения в экстерьере затронули практически лишь передний бампер, но зато весьма радикально: фальшрадиаторная решётка новой формы получила широкую горизонтальную хромированную полосу, площадка для переднего номерного знака переместилась на нижнюю кромку, а бока были декорированы пластиковыми псевдовоздухозаборниками, в которых стало возможно разместить противотуманные фары, доступные в качестве аксессуаров. Также автомобилю были приданы осовремененные колпаки колёс, в интерьере слегка изменилась графика центральной консоли, расширился выбор обивок сидений. Согласно пресс-релизу Peugeot, при обновлении модели немалое внимание было уделено доводке акустического комфорта: изменённая структура пола спереди и новый демпфированный шкив привода навесных агрегатов бензинового двигателя снизили шум и вибрации на некоторых частотах работы; панели задней части салона трёхдверного кузова снабдили дополнительной шумоизоляцией; багажная полка новой конструкции также уменьшила посторонние шумы, проникающие извне сзади, а кроме того облегчила доступ к багажному отделению. Улучшились экологические показатели: выбросы углекислого газа у версий с бензиновым двигателем и МКПП удалось уменьшить до 106 г/км, слегка увеличилась и топливная экономичность.

### Рестайлинг 2012 года

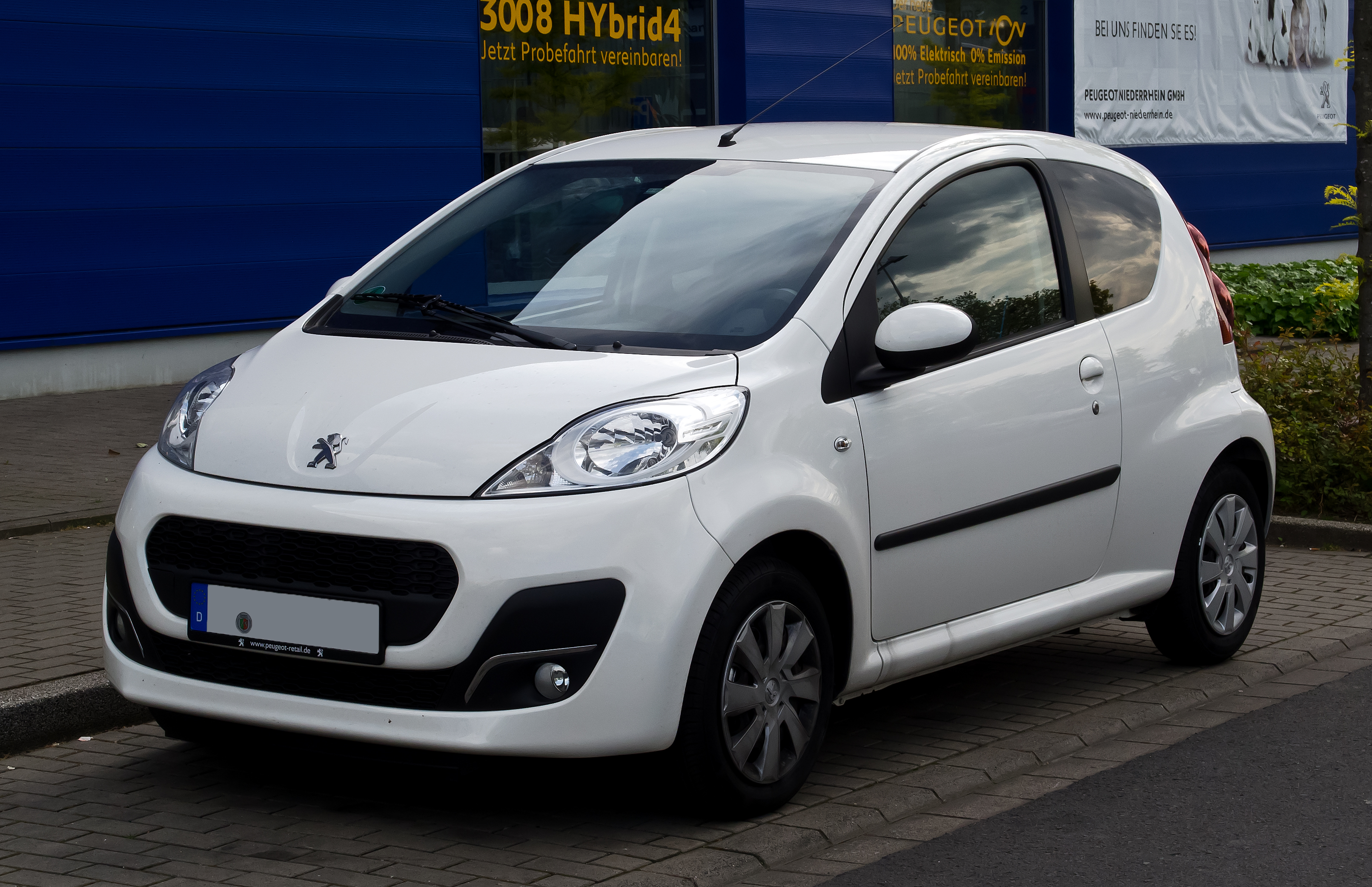
Peugeot 107 образца 2012 г.

В январе 2010 г. на презентации концепта SR1 Венсан Бессон (Vincent Besson), глава отдела стратегии продуктов и рынков департамента автомобильных программ и стратегии PSA, сообщил, что в 2011 г. как продукт продолжающегося сотрудничества с Toyota ожидается второе поколение совместно разработанных городских автомобилей. По его словам новинки должны были сохранить трёхцилиндровую конструкцию двигателя и помимо большей индивидуальности обрести спортивный характер как во внешности, так и в движении. Тем не менее, к брюссельскому
European Motor Show, состоявшемуся в январе 2012 г., был подготовлен лишь повторный рестайлинг всех трёх машин.
Отличительной особенностью обновления Peugeot 107 на фоне Citroën C1 и Toyota Aygo стало отражение в нём
нового стиля марки, заданном концепт-карами SR1 и HR1: фирменный знак поместили в центральную подштамповку капота, передние фары и задние фонари снабдили масками, повторно переработанный бампер помимо боковых молдингов приобрёл места для дневных ходовых огней и противотуманных фар, площадку для номерного знака подняли на поперечину между фальшрешётками воздухозаборников. К палитре цветов добавился сливовый металлик.
Внутри салона сменился материал отделки панели приборов и внутренних боковых панелей, был изменён рисунок обивок сидений. Версии с роботизированной трансмиссией получили штатные подрулевые лепестковые переключатели передач и прежде бывший опциональным пакет кожаной отделки руля и рычага КПП. Появилась новая многоязычная аудиосистема RDE2 с поддержкой MP3, Bluetooth и USB, комплектуемая двумя или четырьмя динамиками.
Ради улучшения комфортности хода были внесены очень незначительные изменения в подвеску. Выбросы углекислого газа автомобилей с механической КПП снизились до 99 г/км, а благодаря новым шинам с пониженным коэффициентом сопротивления качению топливная экономичность была доведена до 4,3 л/100 км (у версий с роботизированной КПП — до 4,5 л/100 км).
Официально сообщалось, что география продаж обновлённого Peugeot 107 расширится с 32 до 48 стран.

### Окончание производства
24 апреля 2014 года официальный пресс-релиз завода TPCA сообщил о прекращении выпуска Toyota Aygo, Peugeot 107 и Citroën C1, сопроводив эту новость словами Патриса ле Гюйядера (Patrice Le Guyader), исполнительного вице-президента предприятия:

Мы произвели в общей сложности около 2,4 миллиона машин с начала производства в феврале 2005-го. Это отличный и уникальный результат для моделей первого поколения. Большинство машин мы продали во Франции, куда была отправлена почти пятая часть изготовленных автомобилей. Вторым крупнейшим рынком стала Италия, за ней — Великобритания.Оригинальный текст (англ.)We produced totally nearly 2,4 million vehicles from start of production in February 2005. This is a great and unique result for the first generation models. We sold most vehicles in France where about a fifth of produced cars were sent. The second largest market was Italy followed by Great Britain.
— Патрис ле Гюйядер.

### Продажи
Согласно материалам официального сайта PSA, в дебютном для этой модели 2005 году было распродано 34,6 тыс. шт., в 2006 — 101,7 тыс., 104,4 тыс. шт. в 2007, 106,5 тысяч в 2008 году, и в 2009 — ещё 118,6 тыс. автомобилей.
К ноябрю 2010 года количество выпущенных Peugeot 107 достигло полумиллиона, при этом 27 % от общего объёма продаж пришлось на Францию, 19 % автомобилей были реализованы в Италии, 15 % — в Великобритании, 10 % — в Германии и ещё 7 % отправились в Нидерланды. В 2010 и в 2011 гг. было произведено соответственно 111,9 тыс. и 92,1 тыс. Peugeot 107, а всего к  концу 2011 г. с конвейера сошло 665 тыс. автомобилей обоих поколений.

### В России
Перспективы появления Peugeot 107 на отечественном рынке поначалу оценивались как весьма призрачные. Официальную позицию руководства PSA по этому поводу непосредственно после премьеры моделей проекта B0 озвучил Давид Рио (David Rio), директор Peugeot по продажам в Центральной и Восточной Европе, в странах Средиземноморья и Ближнего Востока:

В ближайшее время в России автомобиль продаваться не будет. Трудно сказать, произойдёт ли это вообще. До начала продаж нужно рассмотреть приспособленность данного автомобиля к рынку… выяснить, насколько он вписывается в модельный ряд… В западно-европейских семьях обычно несколько автомобилей. В России доминирует другой подход — как правило, покупают одну машину на все случаи жизни…

Рынки между «Тойотой», «Пежо» и «Ситроеном» не делились. Все три марки будут присутствовать на одних и тех же европейских рынках.— Из интервью с Давидом Рио, журнал «За рулём», № 4, 2005 г.
В итоге Peugeot 107 стал доступен для российских покупателей лишь с апреля 2007-го, однако уже в том же году он удостоился премии «Лучшее авто по версии Рунета» в классе «Супермини». В 2008 году модель снова опередила всех соперников в этой номинации, попутно набрав большинство голосов в абсолютном выражении. С того же 2008 года автомобиль трижды подряд (а потом ещё раз в 2013 году) становился победителем в номинации «Городские автомобили» национальной премии «Автомобиль года в России».
| Год                                           | 2007 | 2008  | 2009  | 2010  | 2011 | 2012  | 2013  | 2014  | 2015  |
| Продажи в России, шт.                         | 1382 | ▲3327 | ▼1347 | ▼1213 | н/д  | ▲1713 | ▼856  | ▼349  | ▼85   |
| Доля в сегменте «A+» российского авторынка, % | 2,12 | ▲5,21 | ▼4,2  | ▼2,96 | н/д  | ▲3,23 | ▼2,34 | ▼1,76 | ▼1,08 |
| Место в сегменте «A+» российского авторынка   | 5    | ▲4    | ▲3    | ▼4    | н/д  | ▼5    | 5     | ▼6    | ▲5    |
| --------------------------------------------- | ---- | ----- | ----- | ----- | ---- | ----- | ----- | ----- | ----- |

Эта модель долгое время оставалась единственной продаваемой в Российской Федерации из троицы соплатформенников, пока в августе 2010 года к ней не присоединился Citroën C1.
| Цены в РФ, тыс. руб. | Январь | Февраль | Март  | Апрель | Май  | Июнь | Июль | Август | Сентябрь | Октябрь | Ноябрь | Декабрь |
| 2007                 |        |         |       |        |      |      |      |        | 299      |         |        |         |
| 2008                 |        |         |       | 309    |      |      |      |        | 309      | 309     | 309    |         |
| 2009                 | 309    | ▲330    | ▲353  | ▲368   | 368  | 368  | 368  | ▲380,5 | ▲397,5   | 397,5   | 397,5  | ▼347,5  |
| 2010                 | ▼342,5 | 342,5   | 342,5 | ▲350   | 350  | 350  | 350  | 350    | 350      | 350     | ▲360   | 360     |
| 2011                 | ▼350   | 350     | 350   | 350    | ▲370 | 370  | 370  | 370    | 370      | 370     | 370    | 370     |
| 2012                 | ▼350   | 350     | ▲380  | 380    | 380  | 380  | ▲384 | 384    | 384      | 384     | ▲392   | 392     |
| 2013                 | ▼377   | 377     | 377   | 377    | 377  | ▲397 | 397  | 407    | 407      | 407     | 407    | 407     |
| 2014                 | ▼402   | ▲412    | ▲427  | ▲437   | ▲457 | ▼437 | ▲462 | 462    | 462      |         | 462    | ▲467    |
| 2015                 | ▲587   | 587     |       |        | 649  | ▼539 | ▼494 |        |          |         |        |         |
| -------------------- | ------ | ------- | ----- | ------ | ---- | ---- | ---- | ------ | -------- | ------- | ------ | ------- |

## Дизайн и конструкция
Из-за короткого капота и традиционной для городских машин растянутой колёсной базы (68 % от длины автомобиля) Peugeot 107 предоставлял пассажирам достаточно большое внутреннее пространство — друг за другом могли усесться даже люди высокого роста. Однако по той же причине объём багажника был невелик и составлял 139 л при установленной задней подоконной полке и 199 л — при снятой полке и загрузке до верхнего края спинки заднего сиденья. Складывание этого пассажирского дивана увеличивало грузовой отсек в трёхдверном кузове до 712 л, а в пятидверном — до 751 л. Использовался однощёточный стеклоочиститель ветрового стекла на сдвоенном рычаге. В оформлении кормы автомобиля участвовала цельностеклянная дверца багажного отделения, а проёмы задних боковых дверей у пятидверных кузовов были вписаны в контуры бампера и задних фонарей. Стекла задних дверей на пятидверных машинах открывались по принципу форточки на небольшой угол по ходу движения. В блоке управления отоплением и вентиляцией использовались оригинальные круглые переключатели, закреплённые по бокам центральной консоли. Внутренняя отделка дверей и боковин представляла собой комбинацию пластиковых элементов с окрашенным в цвет кузова металлом. Окраска в цвет кузова также иногда практиковалась для некоторых элементов интерьера (щитка консоли, рукоятки рычага КПП, ободков корпусов контрольных приборов и дефлекторов боковых воздуховодов) в специальных сериях комплектаций.

### Комплектации для России
Отечественным покупателям Peugeot 107 предлагался в двух комплектациях: базовой Access и улучшенной Active. Любая из них могла быть дополнена CD-моно/AM/FM-аудиосистемой RD3 с двумя динамиками и с 3,5-мм разъёмом AUX для внешних MP3-устройств. В качестве выбора цвета кузова изначально были доступны три обычные краски (белая, жёлтая, красная) и (за доплату) четыре краски с эффектом «металлик» (синяя, серебристая, серая, чёрная); после рестайлинга 2012 г. в палитру был добавлен сливовый металлик, в 2013-м жёлтый цвет уступил место бежевому металлику, а для комплектации Active появились две комбинации чёрного со сливовым (крыша и зеркала одного цвета и кузов — другого). В число каталожных аксессуаров входили рейлинги с различными креплениями, брызговики, накладки, коврики, оконные шторки, крышка перчаточного ящика и пр. Гарантия на Peugeot 107 составляла 3 года или 100 тыс. км пробега. Автомобили с дизельным двигателем и с ASR/ESP в Россию не поставлялись.

#### Access
В базовое оснащение модели помимо вышеперечисленных позиций активной и пассивной безопасности включались: отопитель салона с семью воздуховодами и пятипозиционным регулятором воздухопритока, продольная регулировка передних сидений, регулировка наклона спинок передних сидений, цельноскладывающийся задний диван, ручные стеклоподъёмники, внутреннее зеркало заднего вида с регулировкой «день-ночь», складывающиеся наружные зеркала с ручной регулировкой из салона, противосолнечные козырьки со встроенными зеркальцами и карманами для карт, задняя багажная полка, открытый перчаточный ящик, выдвижной двухсекционный подстаканник, две подставки под бутылки, несколько отделений для мелких вещей, иммобилайзер и полноразмерное запасное колесо с монтажным комплектом. Из пользовательской автомобильной электрики по умолчанию присутствовали очиститель, омыватель и обогрев заднего стекла, пятипозиционный корректор фар, передний плафон с двумя режимами работы, подсветка красного цвета для элементов передней панели, розетка на 12 В и аудиоподготовка (антенна на крыше спереди и проводка). Штатная комбинация контрольных приборов представляла собой закреплённый на рулевой колонке спидометр с набором индикаторов и со встроенным дисплеем, на котором отображались счётчик общего и суточного пробега, уровень топлива, а также обозначение выбранной ступени и режима КПП. По заказу устанавливался адаптивный электроусилитель руля в комплекте с регулируемой по высоте рулевой колонкой. В интерьере использовалась чёрно-серая тканевая обивка сидений, при окраске кузова «металликом» также становилось доступно для выбора сочетание песочного с серым.

#### Active
В этой комплектации усилитель руля становился штатным оборудованием наряду с электрическими стеклоподъемниками в передних дверях и с централизованной блокировкой дверных замков, снабжённой пультом дистанционного управления. Внешне Active отличается окрашенными в цвет кузова наружными зеркалами и дверными ручками; во внутренней отделке независимо от цвета кузова предлагался выбор между тёмно-серой и светло-бежевой тканевыми обивками сидений. Устанавливалась снабжённая подголовниками спинка заднего сиденья с отдельно складывающимися половинками. Опционально становились доступны кондиционер с рециркулятором воздуха, колёсные диски из алюминиевого сплава, дополнительная тонировка задних стёкол и пакет отделки интерьера, включающий кожаный руль и отделку сидений комбинацией «кожа-алькантара». Можно также было пополнить комбинацию приборов тахометром, крепящимся на ножке к корпусу спидометра.

### Технические характеристики
В дополнение к упомянутому выше 68-сильному бензиновому мотору для трио моделей проекта B0 был подготовлен и 54-сильный дизель с турбонаддувом, который с 2006 года стал доступен для выбора в их верхних комплектациях на рынках некоторых европейских стран. Оба двигателя компоновались с пятиступенчатой механической коробкой передач, при этом для бензиновых версий выше базовой был также доступен под торговым обозначением 2-Tronic её роботизированный вариант MMT (Multimode manual transmission) с секвентальным переключением. Как и у многих других компактных автомобилей, силовой агрегат крепится к кузову через специальный подрамник.
Шасси этой модели имеет характерную для современных компактных автомобилей конструкцию подвески: спереди — стойки «макферсон» со стабилизаторами поперечной устойчивости, сзади — полузависимая скручивающаяся балка с V-образной поперечиной, с разнесёнными пружинами и амортизаторами. Тормозная система — двуконтурная, с вакуумным усилителем, передние тормоза — дисковые вентилируемые, задние — барабанные. Стояночный тормоз через тросовый привод воздействует на задние колёса. Модель комплектовалась шинами размерностью 155/65R14. Радиус поворота Peugeot 107 по внешней точке бампера составляет 4,98 м.

#### Бензиновый двигатель
Рядный, трёхцилиндровый, с алюминиевым блоком цилиндров, клиновой камерой сгорания и цепным приводом распределительных валов. Разработан компанией Daihatsu. Оснащён электронной системой изменения фаз газораспределения (VVT-i), системой зажигания с индивидуальными катушками на каждом цилиндре (DIS), интеллектуальной электронной системой управления дроссельной заслонкой (ETCS-i) и каталитическим нейтрализатором. Отличается крайне малой эксплуатационной массой (65 кг) и очень низким уровнем выбросов углекислого газа (108—109 г/км). Топливо — неэтилированный бензин с октановым числом не менее 95 по исследовательскому методу.
С 2007 года этот двигатель четыре раза подряд становился обладателем премии International Engine of the Year в категории автомобильных моторов рабочим объёмом до 1 л.
В ноябре 2010 года компания PSA официально подтвердила, что показатели выбросов углекислого газа для бензиновых версий Peugeot 107 удалось снизить до 103 г/км.

#### Дизельный двигатель
Рядный, четырёхцилиндровый, с цепным приводом распределительного вала. Относится к семейству рядных четырёхцилиндровых дизельных моторов, разработанных совместно компаниями Ford и PSA. Оснащён системой непосредственного впрыска топлива фирмы Bosch, турбонагнетателем KP35 фирмы BorgWarner, каталитическим нейтрализатором, но не комплектуется интеркулером. Ради соответствия экологическим нормам Евро 4 с 2006 года в отдельные страны двигатель стал поступать в комплекте с сажевым фильтром.
Продажи машин с этим дизелем были свёрнуты в конце 2010 года, поскольку PSA признала нецелесообразными затраты на доводку показателей его экологичности до уровня Евро 5. К причинам такого решения можно отнести несколько обстоятельств: применительно к столь небольшому автомобилю существенно менее мощная и гораздо более тяжёлая дизельная модификация не обнаружила убедительного преимущества в экономичности перед бензиновой, кроме того, унифицированная механическая коробка передач оказалась не очень подходящей для характеристик дизельного мотора, наконец, на нежелании производителя вкладываться в модернизацию мог сказаться уже достаточно солидный возраст как двигателя, так и самой модели.

## Безопасность
Для Peugeot 107 производителем заявлена усиленная конструкция кузова с жёстким каркасом безопасности салона, с элементами, поглощающими при деформации энергию удара, с трубчатыми внутренними усилителями дверей и с дополнительной защитной балкой на демпферах переднего бампера, крепящихся к лонжеронам шасси. Бензобак, как это принято ныне почти повсеместно, размещён в наименее уязвимой зоне — между задними колёсами. Уже в базовой комплектации машина оборудовалась антиблокировочной системой тормозов с системами распределения тормозных усилий REF и CSC и двумя фронтальными подушками безопасности — водительской (60 л) и отключаемой пассажирской (90 л). Также по умолчанию присутствовали встроенные в спинки передних сидений подголовники, механическая «детская» блокировка задних дверей (у пятидверных машин) и регулируемые ремни безопасности для всех находящихся в автомобиле, причём передние ремни оснащены преднатяжителями и ограничителями усилия натяжения. Штатное наличие и опциональная доступность некоторых других средств безопасности зависели от особенностей оснащённости Peugeot 107 в той или иной стране, так, могли быть исходно включены в поставку 9-литровые боковые подушки, встраиваемые в спинки передних сидений, а комплектации выше базовой, как правило, могли быть по заказу дооборудованы комбинацией из противобуксовочной системы ASR и системы динамической стабилизации ESP, кроме того, они изначально располагали задними сиденьями с двумя регулируемыми Г-образными подголовниками и с креплениями стандарта Isofix для фиксации детских кресел. Наконец, повсеместно для всех автомобилей были опционально доступны 24-литровые «шторки», закрывающие при срабатывании внутреннее пространство за боковыми стёклами. И шторки, и боковые подушки устанавливались в автомобиль в комплекте с сигнализатором непристёгнутого водительского ремня безопасности.

### Тесты EuroNCAP
По результатам проведённых Euro NCAP в 2005 году краш-тестов соплатформенного Citroën C1, оснащённого двумя фронтальными и двумя боковыми подушками безопасности, Peugeot 107 получил рейтинг «четыре звезды» для водителя и переднего пассажира (11 баллов при фронтальном ударе и 14 — при боковом). По мнению экспертов, кузов при испытании доказал свою чрезвычайную прочность, допустив лишь незначительную деформацию при лобовом столкновении. Благодаря передним подушкам безопасности нагрузка на голову и шею при ударе, сопоставимом с тестовым, не несёт риска для жизни. Хорошей также названа защита грудной клетки пассажира, однако для водителя эта оценка снижена до «достаточной», поскольку при испытании грудь манекена всё-таки ударилась о рулевое колесо. Наибольшие нарекания вызвала защита ног сидящих спереди из-за риска повреждения коленей при соприкосновении с твёрдыми поверхностями передней панели: для водителя уровень защищённости выставлен как «пограничный», для пассажира — как «достаточный». Другим серьёзным недостатком стало перемещение назад и блокирование педали тормоза, увеличившее до «пограничного» риск травмы ступней водителя, несмотря на то, что в нижней зоне кузов был мало повреждён. Тест на боковое столкновение показал, что «воздействующие силы неправдоподобным образом распространились вверх по позвоночнику манекена, уменьшив таким образом показания, зафиксированные в его грудной клетке». Тем не менее, защищённость головы и таза водителя при ударе сбоку была оценена как «хорошая», груди и брюшной полости — как «достаточная». Детская защита также удостоилась четырёх звёзд, однако для полуторагодовалых детей был отмечен высокий уровень нагрузок на грудную клетку при лобовом ударе. За защиту пешеходов автомобиль получил два балла из четырёх возможных (амортизация в месте потенциального удара головой признана «приемлемой» для взрослых и «нормальной» — для детей, также отмечена защита, которую даёт бампер, но передний край капота сочли небезопасным).
Peugeot 107 и соплатформенные ему модели удерживали наиболее высокий рейтинг Euro NCAP в классе «супермини» вплоть до 2007 года, когда их превзошёл Fiat 500.
В 2012 году Euro NCAP провёл краш-тест другого конструктивного аналога 107-го — Toyota Aygo, которому на сей раз по новой системе рейтингов были присвоены лишь «три звезды». Применительно к взрослым пассажирам порицания помимо перечисленных ранее замечаний заслужила плохая защита от хлыстовой травмы шеи при ударе сзади, зато  в отношении трёхлетних пассажиров модель заслужила высшую оценку, не получив, однако, премиальных из-за отсутствия для водителя ясной информации о том, активирована ли пассажирская подушка безопасности. Передний бампер получил максимальную оценку за безопасность, край капота — минимальную, сам же капот и ветровое стекло в плане безопасности пешехода при ударе головой также получили достаточно слабые оценки. Вспомогательные системы (электронная стабилизация, индикация о непристёгнутых ремнях безопасности водителя и переднего пассажира) признаны удовлетворяющими требованиям, но в качестве упущений были отмечены отсутствие индикации о непристёгнутых пассажирах на заднем сиденье и отсутствие ограничителя максимальной скорости.

## Надёжность
Согласно отчёту о статистике автомобильных поломок, представленному в мае 2010 года Немецким клубом автомобилистов, Peugeot 107 наряду с Citroën C1 и Toyota Aygo был наиболее надёжен среди городских автомобилей возрастом от одного до четырёх лет, а в рейтинге новых автомобилей троица уступала только Fiat Panda. Отзывы проходили лишь экземпляры, выпущенные до сентября 2007 г. (усиление крепления переднего бампера) и несколько сотен машин, выпущенных в мае 2009 г. (замена ступиц колёс). Кроме того, ввиду конструктивно идентичного с Toyota Aygo шасси, Peugeot 107 вместе с Citroën C1 оказался с 30 января 2010 года участником «педалгейта» — масштабной серии отзывов различных моделей Toyota, связанной со случаями самопроизвольного ускорения, на которое жаловались отдельные автовладельцы из США.
В мае 2011 года ADAC опубликовал статистику за период 2005—2010 гг., где модели проекта B0 оценивались раздельно. Peugeot 107 был признан третьим по надёжности автомобилем в классе после Toyota Aygo и Fiat 500.

## Отзывы журналистов

### Участие в European Car of the Year
В 2006 году под единой заявкой Peugeot 107, Citroën C1 и Toyota Aygo стали участниками ежегодного конкурса European Car of the Year среди прочих 28 автомобильных новинок, появившихся на европейском рынке за предшествовавшие очередному заседанию жюри 12 месяцев. После первого тура голосования модели были включены в короткий список из семи номинантов, но в итоге заняли только шестое место, набрав треть от максимально возможного для финалиста количества очков или около 73 % очков, зачисленных победителю. Из 58 членов жюри семеро признали эти автомобили лучшими, а на чистые или совместные с другими номинантами второе или третье места их поставили ещё девять и десять экспертов соответственно.

### В России

#### «Авторевю» (2008 г.)
Оценивался экземпляр комплектации Trendy стоимостью 383500 рублей, оснащённый роботизированной КПП и опциональными кондиционером, аудиосистемой и тахометром. Телеведущая Д.Лаврова назвала автомобиль некрасивым и не вызывающим уважения на дороге у отечественных водителей. Корреспондент П.Карин, сравнивая автомобиль с «Окой», отметил положительные эмоции, которые вызывал облик автомобиля и передвижение на нём, перечислил «подпрыгивание» на стыках при езде, «подножки» при переключении передач и «оковские» тормоза, назвав ценник автомобиля не вызывающим улыбки. Редактор «Авторевю» Леонид Коновалов раскритиковал работу ходовой части и коробки передач Peugeot 107, а также его эргономику и обзорность, назвав модель сырой. М.Петровский описал автомобиль как лишь дающий повод для улыбки и как плод кооперативной расчётливости, не наделённый породистостью, а потому не дающий ощущения магии и прилива чувств. Игорь Зайцев, дизайнер с 48-летним водительским стажем, обрисовал своё восприятие Peugeot 107 как образ подростка-хулигана, на «отлично» оценил дизайн интерьера, эргономику и обзорность салона, сравнил реакции на управление с картом, отметил неплавную работу коробки передач и жёсткую подвеску, заключив отзыв фразой «Славный автомобиль для молодой семьи». Корреспондент Н.Гудков, воспринимая машину как «Таврию» XXI века», главное в которой — дизайн и компоновка, упомянул вскользь низкий руль и чёткие тормоза и в итоге назвал Peugeot 107 «фэнской вещью», сказать «да!» которой ему помешали бы нравы на московских дорогах. Эксперт и механик «Авторевю» Иван Иванович Шадричев неодобрительно высказался о дизайне, внутреннем пространстве и ходовых качествах машины, назвав её «ненастоящей» и вызывающей жалость вместо тёплых слов. Корреспондент С.Знаемский, описывая свои впечатления от езды, отозвался об автомобиле как о воздушном шарике, с которым «поиграл — и хватит». Эксперт с 42-летним водительским стажем Александр Диваков обрисовал автомобиль как то игрушечное, что надо тинейджерам и молодящимся дамам, иронически отметил вибрации мотора, рывки КПП и грохот подвески как «тонкую доводку конструкции». Быструю езду на Peugeot 107 он сравнил с тяжёлым, хотя и весёлым трудом, а медленную — нежеланной из-за полного отсутствия комфорта. Эксперт О.Расстегаев отметил неожиданную просторность салона и вызывающую улыбку эргономику, но ход автомобиля с роботизированной коробкой описал как «не едет», закончив отзыв мнением, что «у нас это всё же женский автомобиль, и покупать его надо как стильную сумку». Корреспонденту Ю.Ветрову машина напомнила весёлого цыплёнка из мультфильма, вызывающего агрессию у владельцев солидных машин, а потому мало приспособленного к российским реалиям, в том числе с учётом высокой цены и плохих ходовых качеств: прыгающей подвески, вялого мотора и «тупящей» роботизированной КПП. Художественный редактор «Авторевю» Наталья Якунина назвала эту модель «карапузом-колобком», в котором «вполне можно здорово жить, если принять предложенные им правила игры». Художник Александр Захаров (стаж 39 лет) назвал автомобиль «симпатягой», сказал немало добрых слов о внешности и внутреннем убранстве автомобиля и остался вполне доволен его ездовыми качествами: «Большего от литрового моторчика о трёх цилиндрах и «робота» я не ожидал».

#### «Драйв» (2012 г.)
Сотрудниками редакции испытывался ре-рестайлинговый экземпляр стоимостью 469000 рублей в комплектации Active и с роботизированной трансмиссией. Алексей Смирнов, обратив внимание, что машиной способен управлять даже ребёнок, подчеркнул, что в ней нет ничего лишнего: мощности хватает, аппетит умерен, езда по городу легка, а несовершенство работы «робота» преодолимо; он посетовал на непрестижность модели в глазах россиян, заключив, что «нужно быть проще, выбирая разумную достаточность взамен излишеств, как это происходит в думающей головой Европе». Анастасия Королькова в своём отзыве акцентировала внимание на  том, что по её наблюдениям добродушный вид автомобиля в московской дорожной действительности вызывает не улыбку, а стереотипную агрессию, преодоление которой, «видимо, случится не завтра». Константин Болотов рассказал, что не понравившийся ему Peugeot 107 до неузнаваемости преобразился в руках его опытного приятеля («Калечный «сто седьмой» вёл себя просто здорово, как полноценный автомобиль. Комфортный, быстрый, живой») и образно поведал о «способах приготовления» такой езды, выделив в тексте удивившую его экономичность машины. Роберт Есенов отметил неприятные ему запах пластика и неприкрытый металл в салоне, неудобную посадку, отсутствие регулировки по вылету у «заваленного вперёд» руля, желание опустить пониже «бесформенное кресло», отсутствие шумоизоляции, «дёрганую и медлительную» смену ступеней коробки передач и утомительность даже не самой длительной поездки. Тем не менее, он нашёл добрые слова в адрес дорожных настроек, «превращающих обыденную езду в праздник», резюмировав ходовые качества автомобиля как «fun-car на все 100 %», а также отметил «прилив позитива» от облика 107-го и призвал «спрашивать с него, как с заводной игрушки, а не с полноценного автомобиля». Леонид Попов, отметив для начала, что машина, по его мнению, «таинственным образом располагает к себе с первых минут», заставляя экономичностью быстро забывать о недостатках — шумности, вибрациях, неплавной работе КПП и подвески, — сделал в своём отзыве упор на проверку практичности автомобиля, в ходе которой слегка покритиковал способ открытия задних окон, «легко предсказуемую» малую вместительность багажника, «относительно невеликие» клиренс и ходы подвески. Похвалы удостоились работа стеклоочистителя и «неплохо холодящий» кондиционер. Отметив, что обаятельная внешность побуждает «невольно искать плюсы во всех минусах», автор назвал Peugeot 107 заслуживающим звания настоящего автомобиля: «Просто не нужно требовать от него невозможного». Борис Ульзибат заявил, что тест-драйв позволил ему утвердиться в своей точке зрения о ненужности крупной и вместительной машины для закончившей «колясочный период» семьи, и уточнить её тем, что городской автомобиль может доставлять истинное удовольствие. По его мнению, компактный хетчбэк хоть и не пригоден для дальних автопутешествий, впрочем, мало востребованных «обитателями каменных джунглей», но даёт существенную экономию денег, времени и сил.